# Natale nei Paesi Bassi

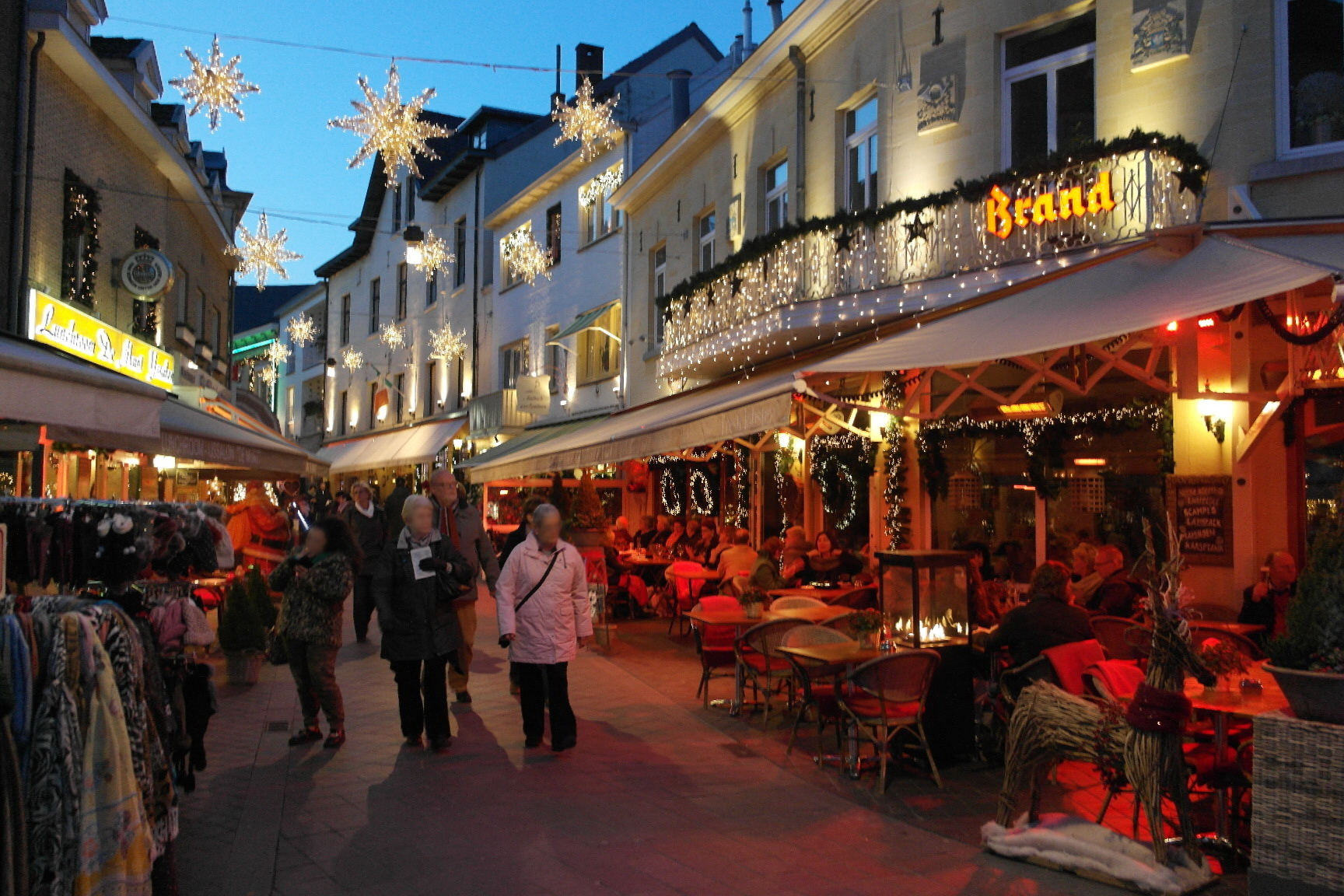
Luci di Natale a Valkenburg

Questa voce illustra le principali tradizioni natalizie nei Paesi Bassi.

## Il nome per "Natale" in olandese

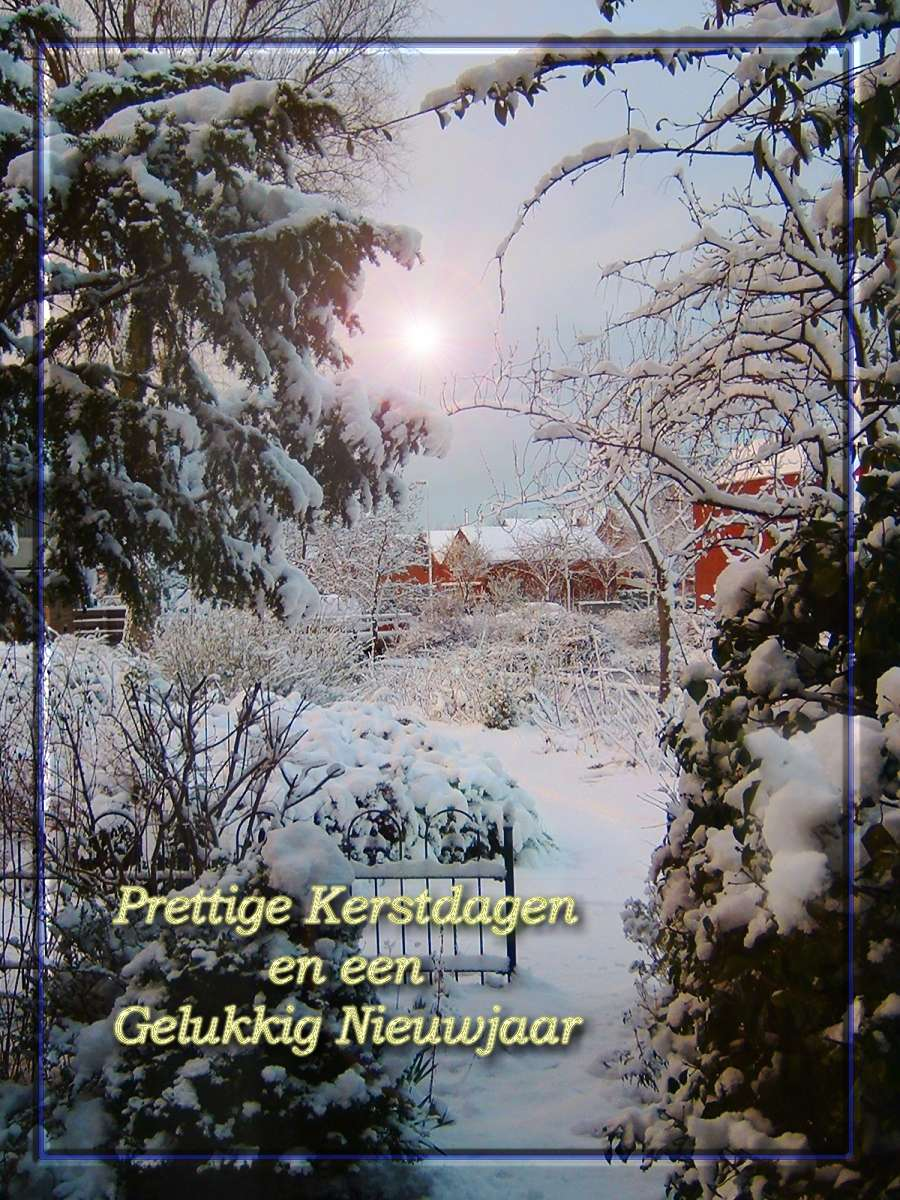
Una cartolina natalizia con gli auguri in olandese

Il termine usato in olandese per indicare il Natale è Kerstmis o Kerstfeest. La parola, attestata come kersmisse e kerstemisse, presenta il termine Kerst che è una metatesi della parola "Christus".
Formule d'augurio in olandese sono Vrolijk Kerstfeest! e Prettige Kerstdagen!.

## Principali tradizioni

### Personaggi del folclore

#### Sinterklaas e Zwarte Piet

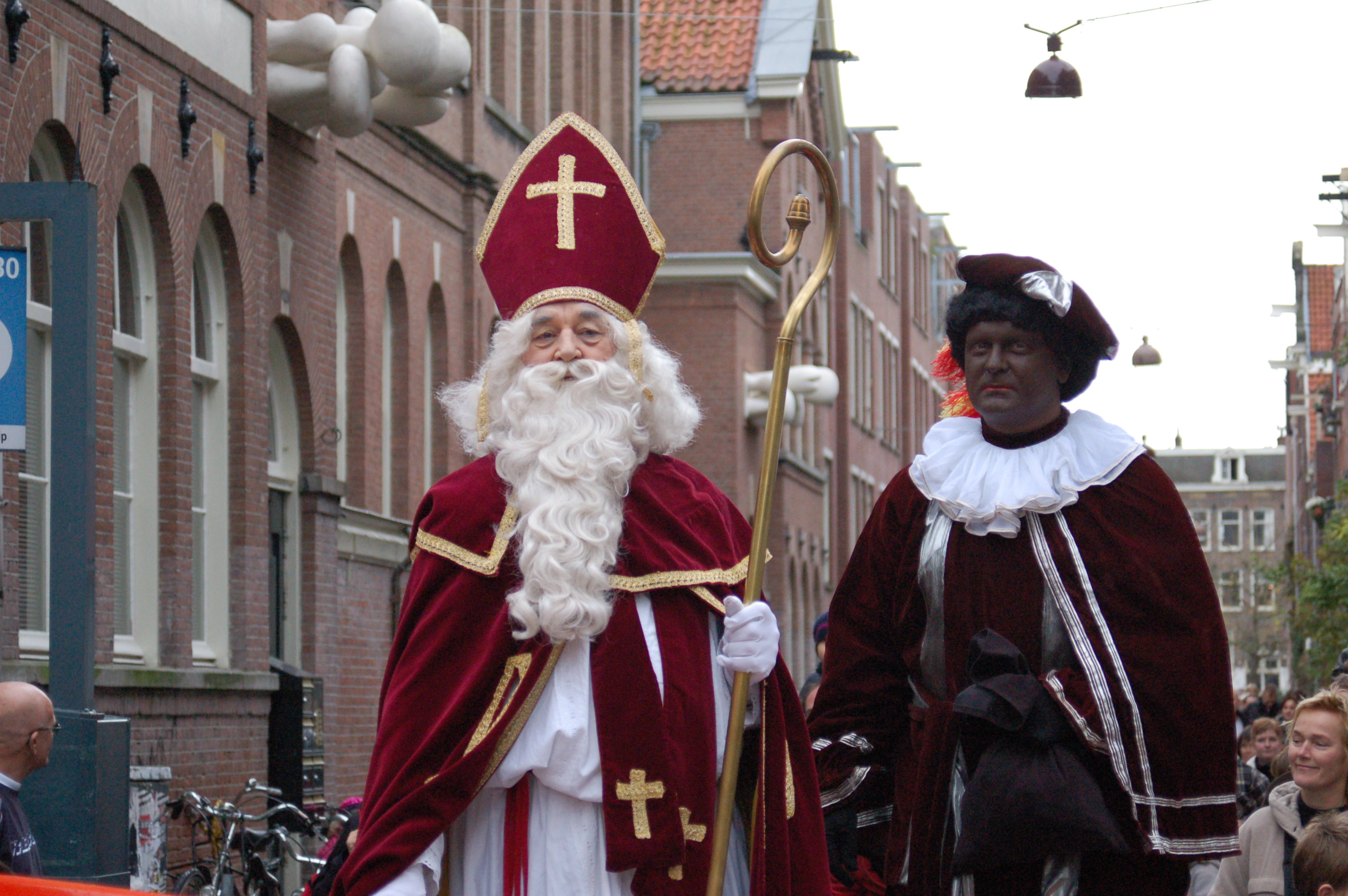
Sinterklaas e Zwarte Piet per le vie di Amsterdam

Il fulcro delle tradizioni natalizie nei Paesi Bassi è rappresentato dalle giornate del 5 e 6 dicembre, rispettivamente vigilia e giorno di San Nicola.
In quei giorni, infatti, una persona camuffata dal vescovo San Nicola, chiamato in loco Sinterklaas, scende da una barca ed inizia una sfilata per le vie delle città in sella ad un cavallo.
La giornata di Sinterklaas comprende visite delle scuole e ricevimenti presso le autorità. Nel corso di queste visite, il "santo" rivolge ai bambini olandesi alcune domande che riguardano il loro comportamento tenuto nel corso dell'anno; i bambini che ricevono regali da Sinterklaas vengono solitamente invitati ad intonare delle canzoncine natalizie.
Il San Nicola olandese è tradizionalmente accompagnato da Zwarte Piet ("Pietro il moro"), un uomo minuto dalla pelle scura vestito in abiti da servo moresco, il cui compito è quello di distribuire caramelle e dolcetti ai bambini buoni. Questa figura ha dato adito nei Paesi Bassi a discussioni riguardo possibili risvolti razzisti.

#### Kerstman
A partire dalla seconda metà del XX secolo Sinterklaas ha patito la concorrenza di altra figura, il Kerstman, rappresentato come una sorta di elfo e corrispondente al Santa Claus americano.
Il tentativo di mantenere intatte le usanze autoctone ha portato anche a severi divieti nei Paesi Bassi che riguardano l'uso del costume di Babbo Natale/Santa Claus.
Bisogna però ricordare che la figura di Santa Claus derivò proprio dal culto di San Nicola importato negli Stati Uniti dagli Olandesi.
|  |

### Altre tradizioni

#### Il midwinterhoorn

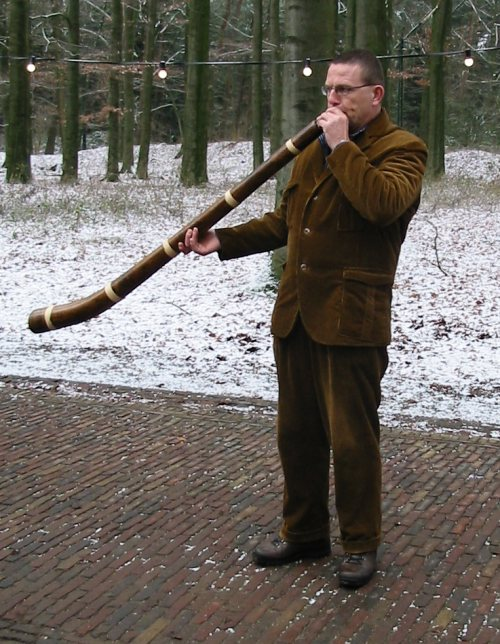
Persona che suona un midwinterhoorn nel Nederlands Openluchtmuseum di Arnhem

In alcune zone dei Paesi Bassi, segnatamente nella Twente (provincia dell'Overijssel) e nelle zone limitrofe (Veluwe, Drenthe e Achterhoek ) è diffusa la tradizione di suonare durante l'Avvento, il midwinterhoorn, ovvero il "corno del mezzinverno".

## Gastronomia

### Dolci

#### Kerststol
Tipico dolce natalizio olandese è il Kerststol o Kerstbrood, una sorta di panettone alla frutta.

#### Speculaas

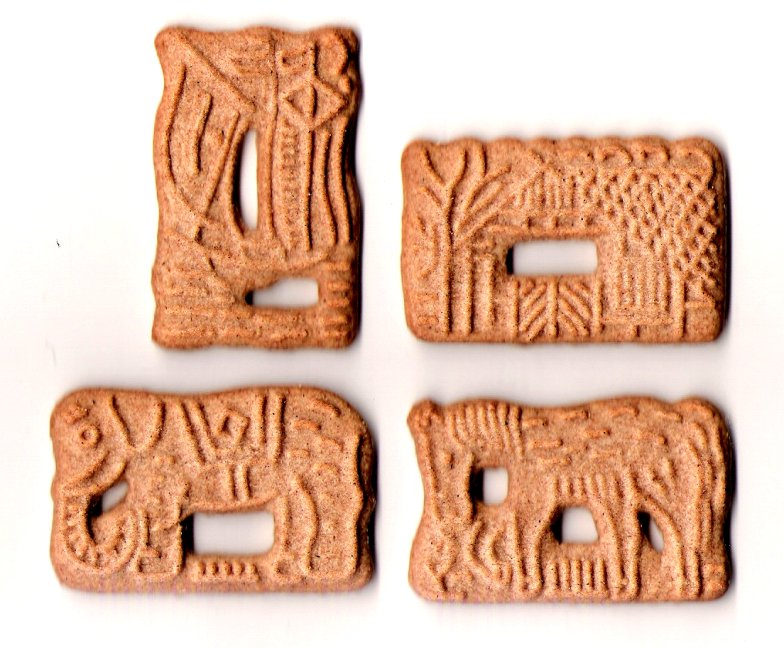
Alcuni speculaas

Tra i tipici dolciumi natalizi olandesi figura inoltre lo speculaas, un biscotto alla cannella.
Il nome del dolce deriva dalla parola speculatie, ovvero "speculazione".

## Canti natalizi

### Canti natalizi originari dei Paesi Bassi
Dai Paesi Bassi provengono i seguenti canti natalizi:
- Ere zij God[12]
- Nu zijt wellekome[13]
- O Kerstnacht, schoner dan de dagen (XVII secolo)[14]

### Adattamenti di canti natalizi provenienti da altri Paesi
- Er is een roos ontsprongen (traduzione/adattamento del canto natalizio tedesco Es ist ein' Ros' entsprungen)[15]
- Komt allen tezamen (traduzione/adattamento del canto natalizio Adeste fideles)[16]
- O Denneboom (traduzione/adattamento del canto natalizio O Tannenbaum)[17]

## Proverbi olandesi legati al Natale
- Brengt St. Nicolaas ijs, dan brengt Kerstmis regen[18], ovvero "Se San Nicola porta ghiaccio, Natale porta pioggia"
- Een groene Kerst, een witte Paas. Een witte Kerst, een groene Paas[18], ovvero "Un verde Natale, una Pasqua bianca. Un bianco Natale, una Pasqua verde".
- Met Kerstmis in de klaver, met Pasen in sneeuw[18], ovvero "Natale col trifoglio, Pasqua con la neve".

## Il Natale nei Paesi Bassi nella cultura di massa
- È ambientato nei Paesi Bassi, segnatamente ad Amsterdam, il film natalizio italiano diretto da Neri Parenti e con protagonisti Massimo Boldi e Christian De Sica Merry Christmas (2001)[19]

## Galleria d'immagini

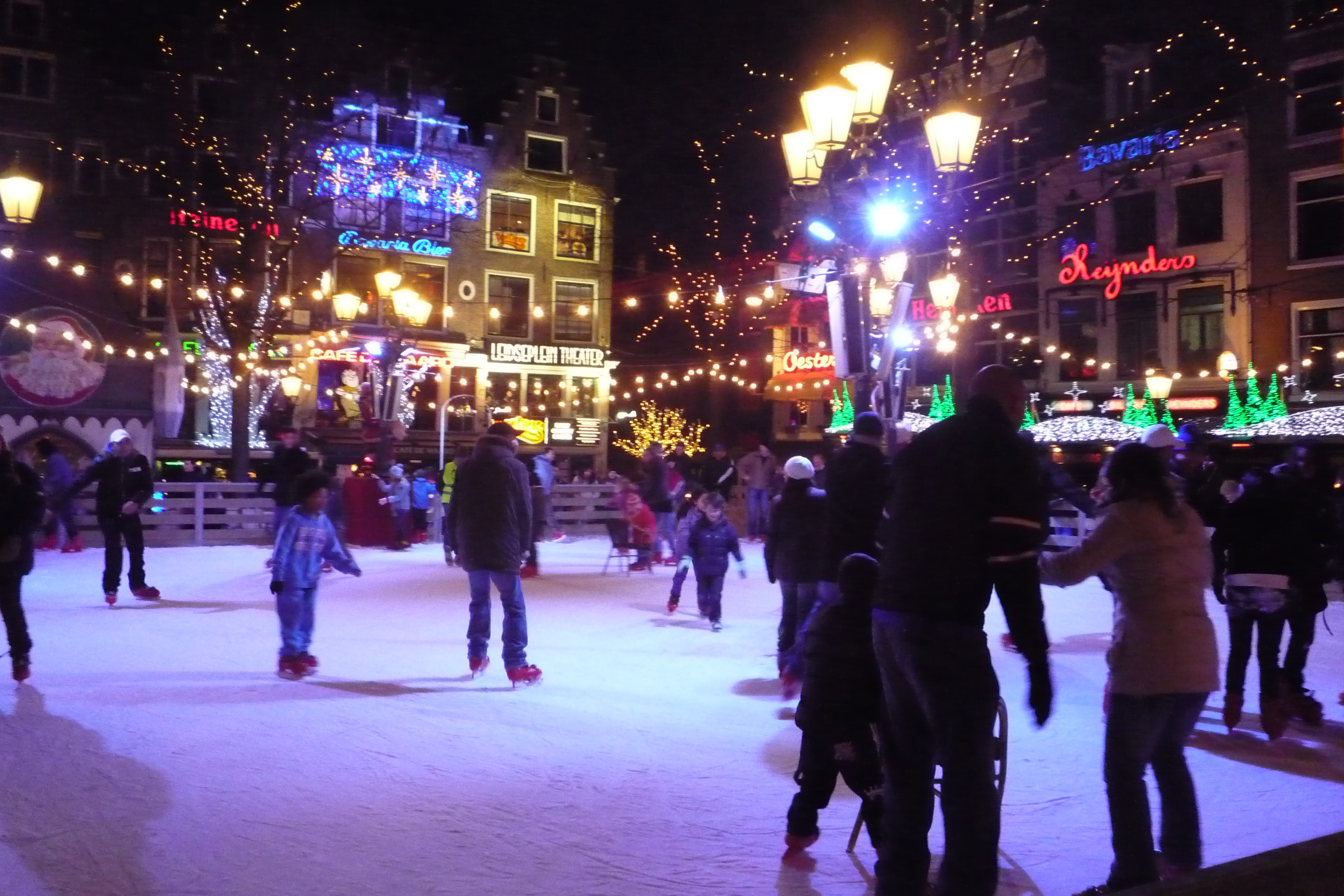
Luci di Natale a Leidseplein (Amsterdam)
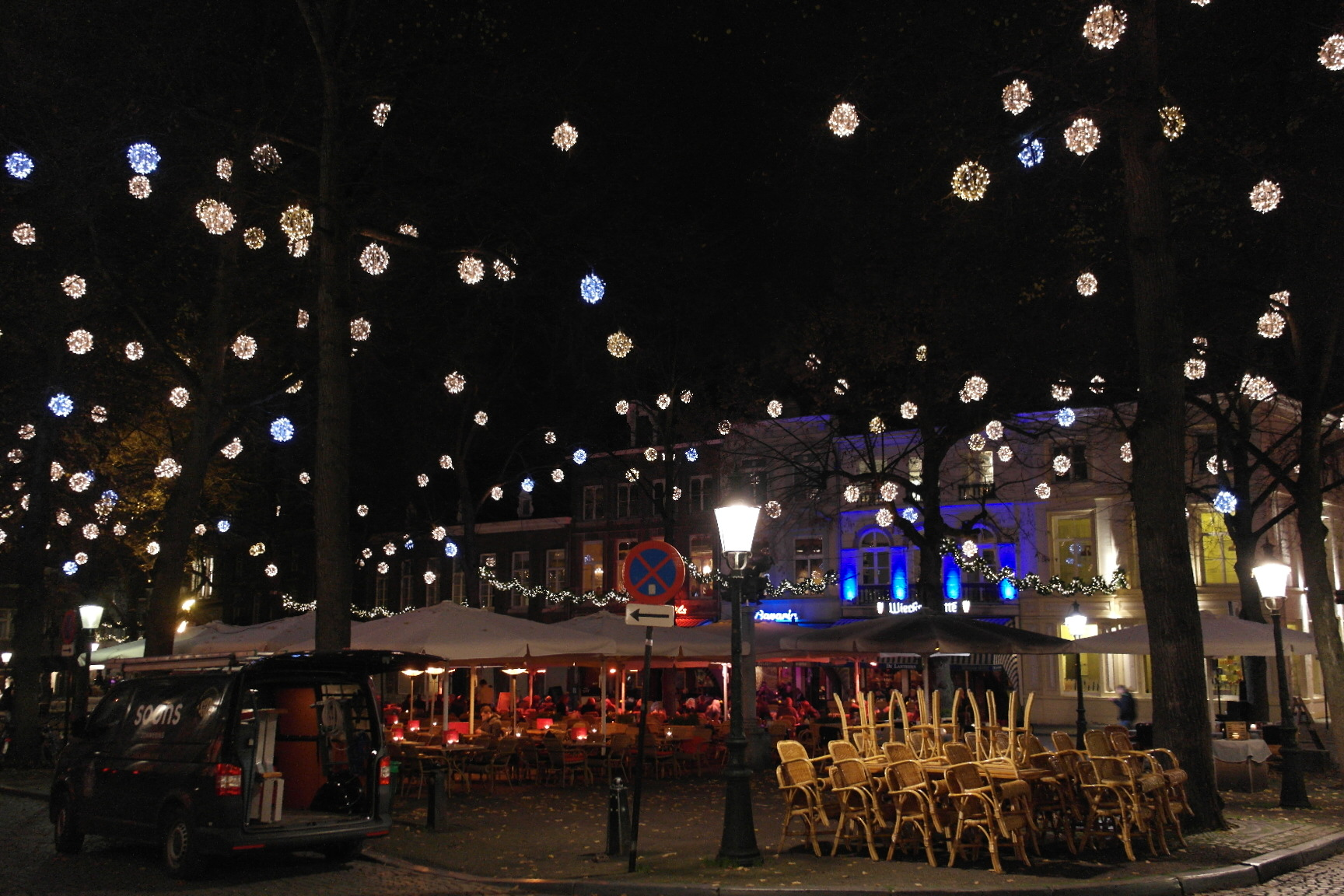
Luci di Natale a Maastricht
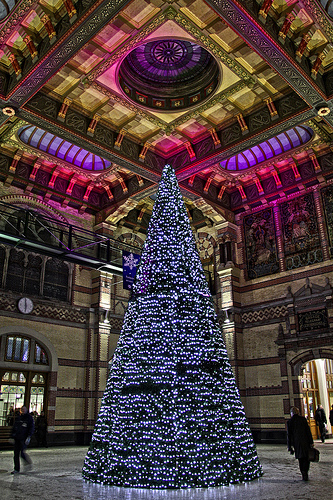
Albero di Natale alla stazione di Groninga
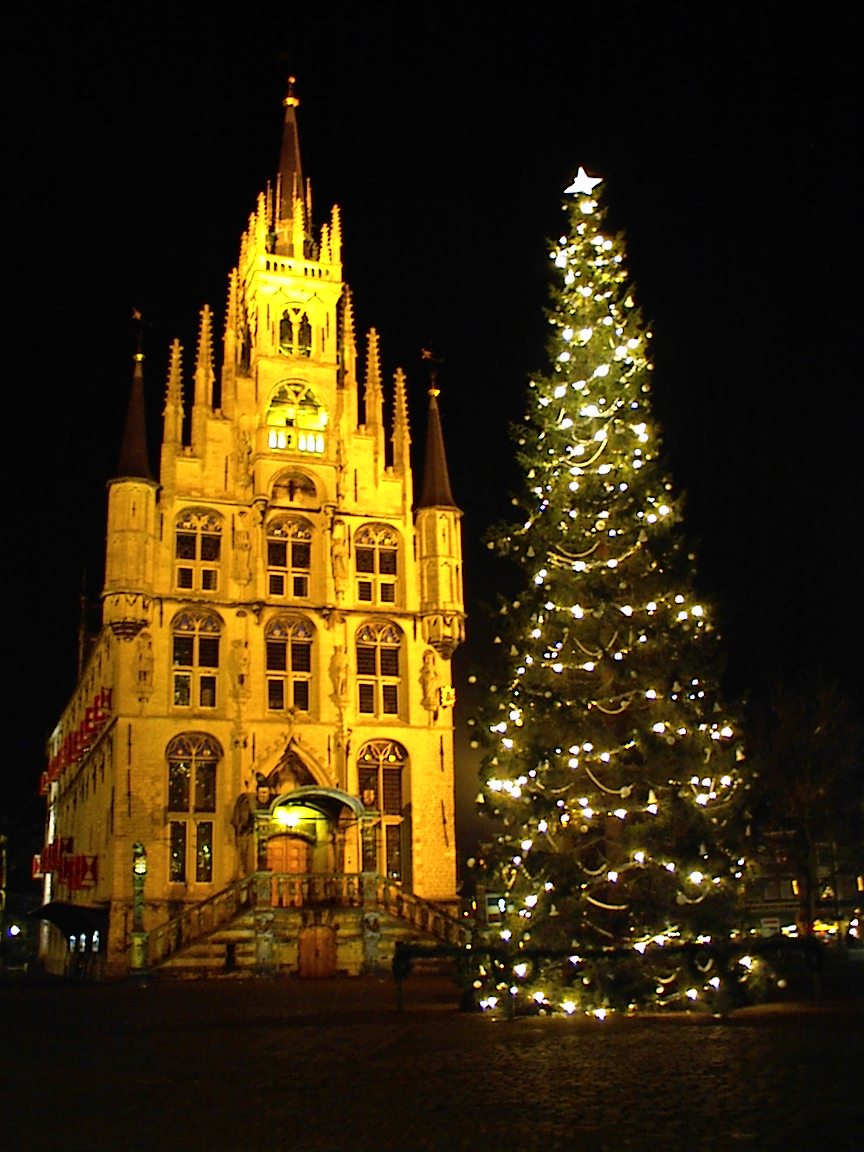
Albero di Natale di fronte al municipio antico di Gouda